# 所美都子
所美都子（ところ みつこ、1939年1月3日 - 1968年1月27日）は、日本の女性学者・新左翼活動家。トマノミミエの筆名も持つ。

## 生涯
東京都出身。お茶の水女子大学大学院・大阪大学大学院に学ぶ。在学中から学生運動に入る。1960年の羽田ロビー闘争などに参加。1966年、東京大学ベトナム反戦会議立ち上げに参画。1968年、膠原病にかかり死亡した。

## 著書
- 『わが愛と叛逆：遺稿 : ある東大女子学生と青春の群像』前衛社(発売:神無書房)、1969年、237頁。

## 主な論文
- 「予想される組織に寄せて」『思想の科学』
- 「女はどうありたいか」『思想の科学』